# Pararhabdochaeta brachycera
Pararhabdochaeta brachycera är en tvåvingeart som först beskrevs av Hardy 1974.  Pararhabdochaeta brachycera ingår i släktet Pararhabdochaeta och familjen borrflugor. Inga underarter finns listade i Catalogue of Life.